# Váradi András (juhász)
Váradi András (1964. május 7.[forrás?] – 2014. október 11.) magyar gazda, az Együtt–PM alcsútdobozi polgármester- és önkormányzati képviselő-jelöltje a 2014-es magyarországi önkormányzati választáson. Váradi a Csákvár és Alcsútdoboz közötti különböző földterületeken folytatott mezőgazdasági tevékenységet: birka- és kecsketenyésztést, valamint takarmánynövény-termesztést. Nős volt és két leánygyermek apja.

## Konfliktusa Mészáros Lőrinccel
Váradi Andrásnak széles körű nyilvánosságot kapott konfliktusa támadt Mészáros Lőrinccel, a szomszédos Felcsút polgármesterével, mezőgazdasági nagyvállalkozóval. Korábban Váradi használta a Csákvári Állami Gazdaság kezelésében álló földek egy részét, de miután Mészáros az érintett földek egy részét megvásárolta, Váradi birkatenyésztői tevékenysége ellehetetlenült. Váradi ezután perelte Mészárost, azzal érvelve, hogy ő az állami gazdaság földjét már hosszú ideje használja és műveli, és így az elbirtoklás útján az ő tulajdonába került. Miután ennek az érvelésnek a bíróság nem adott helyt, Váradi azzal érvelt, hogy a földre általa épített objektumok értéke meghaladja a telek értékét, és ezért jár neki a föld. A per a kimeneteltől függetlenül is nehézséget okozott Mészárosnak, mert ő a vitatott földterületre jelzáloghitelt kívánt fölvenni, de ez a per eldőltéig nem volt lehetséges.
A konfliktusnak politikai vetülete is volt. Mészáros Lőrinc közeli kapcsolatban állt Orbán Viktor miniszterelnökkel, aki Felcsúton nőtt fel. Váradi András állítása szerint Mészáros a földet „pártkatonaként” szerezte. Elmondása szerint egyszer maga Orbán is megállt autójával Váradi hodálya előtt.
Váradi András arra is panaszkodott, hogy Mészáros, valamint a vele és a miniszterelnökkel szintén közeli kapcsolatban álló Flier János helyi gazdálkodó zaklatták őt, megfélemlítették. Flier egyik alkalmazottja egy alkalommal áthajtott egy kombájnnal Váradi búzatábláján (Flier szerint ez elkerülhetetlen volt, és ígéretet tett a kár megtérítésére). Egy másik alkalommal Váradi elmondása szerint Mészáros biztonsági cégének két alkalmazottja több napig Váradi háza előtt parkolt, és feljegyezte, kik jönnek-mennek a háznál.
2014 májusában egy másik ügyben elmarasztalta és pénzbírságra ítélte a bíróság Mészáros Lőrinc két alkalmazottját, amiért azok ellopták és Mészáros földjébe szántották Váradi felhalmozott, százezer forint értékű zöldtrágyáját.

## A 2014-es önkormányzati választáson
Váradi András indult a 2014-es magyarországi önkormányzati választáson. Polgármesterjelölt volt Alcsútdobozon, ahol egyéni listás önkormányzati képviselő-jelölt is volt. Miután a választást megelőző éjszakán meghalt, a helyi választási bizottság a választás napján hajnalban határozatot hozott a kieséséről. A polgármester-választást végül Tóth Erika, a Fidesz–KDNP jelöltje nyerte meg.

## Halála
Váradi a 2014-es önkormányzati választás előestéjén plakátokat ragasztott Alcsútdobozon, majd hazaindult autójával. A 8106-os út 16. kilométere közelében leesett a létra az autójáról, ezért megállt és kiszállt a kocsiból. Ekkor elgázolta egy arra haladó osztrák rendszámú Mercedes, amelyet egy 84 éves magyar–osztrák kettős állampolgárságú férfi vezetett. Váradit a mentők a székesfehérvári kórházba szállították, ahol elhunyt. Az eset kapcsán az Együtt listavezetője hangsúlyozta, nincs szó szándékosságról, és nem cserbenhagyásos baleset történt. A rendőrség 2015 áprilisában bűncselekmény hiányában megszüntette az eljárást a Váradi András halálát okozó közúti balesettel kapcsolatban.
Az áldozat családja magánvádas pert indított az eset tisztázására, álláspontjuk szerint ugyanis a nyomozást nem végezték a kellő alapossággal. Kifogásolták például, hogy a nyomozók nem vizsgálták meg Váradi létráját. Az ügyben eljáró bírók a helyszíni bizonyítási eljáráshoz sem járultak hozzá. Az ügyvéd azt is szerette volna, ha feláll egy szakértői intézet, amelynek az lett volna az elsődleges feladata, hogy feltárja a szakértői vélemények közötti ellentmondásokat, de ez sem vezetett eredményre, az ügyben eljáró bírónő minden indoklás nélkül megtagadta a kérés teljesítését. A jogi képviselő arra is kérte a bíróságot, hogy a baleseti helyszínelésen jelen lévő rendőröket és mentősöket idézze be, ám a bírónő indoklás nélkül megtagadta ezt a kérést is. Ezek után jegyezte meg Magyar György, hogy szerinte a bíróság nem tesz eleget azon kötelességének, mely szerint muszáj lenne minden olyan részletet feltárni, amely közelebb vinné a feleket az igazsághoz. Ennek ellenére a Székesfehérvári Járásbíróság arra a megállapításra jutott, hogy baleset és nem bűncselekmény történt: az ítélet indoklásában azt állította, hogy minden rendelkezésre áll, amely alapján ítélet hozható, így szükségtelen lett volna újabb szakértők bevonása.